# Ivan Bátory
Ivan Bátory (Liptovský Mikuláš, 3 maggio 1975) è un ex fondista slovacco.

## Biografia
In Coppa del Mondo debuttò l'11 dicembre 1993 a Santa Caterina Valfurva (89°) e ottenne il primo podio il 27 novembre 1999 a Kiruna (3°).
In carriera prese parte a cinque edizioni dei Giochi olimpici invernali, Lillehammer 1994 (43° nella 10 km, 34° nell'inseguimento), Nagano 1998 (60° nella 10 km, 26° nella 30 km, 19° nella 50 km, 33° nell'inseguimento, 11° nella staffetta), Salt Lake City 2002 (21° nella 15 km, 25° nella 50 km, 25° nell'inseguimento), Torino 2006 (26° nella 15 km, 47° nella 50 km, 24° nell'inseguimento, 8° nella sprint a squadre) e Vancouver 2010 (40° nella 15 km, non conclude la 50 km, 14° nella sprint a squadre, 12° nella staffetta), e a otto dei Campionati mondiali (6° nella 15 km a Val di Fiemme 2003 il miglior risultato).

## Palmarès

### Mondiali juniores
- 1 medaglia:
  - 1 argento (10 km a Gällivare 1995)

### Coppa del Mondo
- Miglior piazzamento in classifica generale: 15º nel 1999
- 3 podi (tutti individuali[1])
  - 3 terzi posti